# Believer (bài hát của Imagine Dragons)
"Believer" là bài hát của ban nhạc rock Mỹ Imagine Dragons. Bài hát phát hành vào ngày 1 tháng 2 năm 2017, thông qua Interscope Records và Kidinakorner dưới dạng đĩa đơn chủ đạo trong album phòng thu thứ ba của ban nhạc mang tên Evolve (2017). Bài hát do Dan Reynolds, Wayne Sermon, Ben McKee, Daniel Platzman, Justin Tranter sáng tác và Mattman & Robin sản xuất.
"Believer" đạt vị trí thứ 4 trên bảng xếp hạng Billboard Hot 100 (Mỹ), trở thành đĩa đơn thứ ba lọt top 10 của ban nhạc, sau "Radioactive" và "Demons". Bài hát cũng lọt vào top 10 ở Áo, Canada, Cộng hòa Séc, Pháp, Ý, Ba Lan, Bồ Đào Nha và Thụy Sĩ. Bài hát được biết đến nhiều hơn khi những tập gần cuối mùa đầu tiên của phim Riverdale sử dụng bài hát này. Bài hát được phát rất nhiều trong các quảng cáo, đặc biệt là cho quảng cáo Super Bowl LI của Nintendo Switch, và một số đoạn giới thiệu phim và truyền hình. "Believer" trở thành bài hát bán chạy thứ 5 năm 2017 tại Hoa Kỳ và là một trong những đĩa đơn bán chạy nhất mọi thời đại. Vào ngày 8 tháng 1 năm 2019, một phiên bản khác của bài hát đã được phát hành, với sự góp mặt của rapper người Mỹ, Lil Wayne.

## Bối cảnh
Vào tháng 3 năm 2017, trao đổi với tạp chí People, Dan Reynolds rằng bài hát được lấy cảm hứng từ những trải nghiệm của anh với bệnh viêm cột sống dính khớp vào năm 2015. Ca sĩ nói rằng, "Ý nghĩa của bài hát thực sự phản ánh những điều cụ thể trong cuộc sống của tôi mà tôi đau đớn, cho dù đó là sự lo lắng và đối mặt với đám đông, cảm giác choáng ngợp hay sự thành công của ban nhạc, bệnh tật, trầm cảm - bất cứ điều gì đó là một nguồn đau đớn trong cuộc sống của tôi. Và chỉ cần vượt lên trên điều đó, tìm một góc nhìn nơi tôi có thể nâng tầm nỗi đau cuộc đời mình và biến nó thành sức mạnh lớn nhất của tôi. "

## Thành phần
Theo bản nhạc được xuất bản tại Sheetmusicdirect.com, "Believer" có tiết tấu vừa phải (moderato), 125 nhịp mỗi phút. Số chỉ nhịp là 12/8, bài hát giọng Si giáng thứ (B♭ minor). Quãng giọng của Dan Reynolds trải dài từ A♭3 đến D♭5 trong suốt bài hát.

## Video âm nhạc
Video âm nhạc chính thức của bài hát được phát hành vào ngày 7 tháng 3 năm 2017, trên tài khoản Imagine Dragons Vevo, và do Matt Eastin làm đạo diễn. Bối cảnh video là một trận đấu quyền anh giữa Reynolds và Dolph Lundgren, với một số cảnh quay có thể là Reynolds hồi còn bé vẽ trên sổ ghi chú của mình. Reynolds đang thua, và anh ấy nói rằng anh ấy muốn dừng lại, nhưng Dolph trả lời "Chúng ta không thể [dừng lại]." Video kết thúc bằng cảnh Reynolds hiện tại hầu như không còn tỉnh táo, còn Reynolds hồi còn bé vẽ đã phác thảo một biểu tượng giống hệt với biểu tượng trên ngực của Reynolds hiện tại, biểu tượng "Evolve". Tính đến tháng 11 năm 2021, video đã có hơn 2 tỷ lượt xem và hơn 18 triệu lượt thích. Đây hiện là video được xem nhiều nhất và thích nhất trên kênh YouTube của ban nhạc. Đây cũng là video có số lượt thích đứng thứ 21 trên nền tảng này.

## Xếp hạng
"Believer" đạt vị trí thứ 4 trên Billboard Hot 100, và đứng đầu Billboard Hot Rock Songs (29 tuần), Alternative Songs (13 tuần), và Adult Pop Songs (6 tuần). Trong số các bảng xếp hạng thành phần, bài hát cũng đứng đầu Rock Airplay, Rock Streaming Songs, Rock Digital Sale Songs, và Top TV Commercials Charts. Bài hát cũng đứng đầu bảng xếp hạng Canada Alternative Rock. "Believer" đã lọt vào top 10 bảng xếp hạng ở Áo, Canada, Cộng hòa Séc, Pháp, Hungary, Ý, Ba Lan, Bồ Đào Nha, Slovakia, Thụy Sĩ và Hoa Kỳ.
"Believer" là bài hát đứng đầu nhiều bảng xếp hạng cuối năm của Billboard, bao gồm bảng xếp hạng Hot Rock Songs, bảng xếp hạng Rock Airplay và bảng xếp hạng Alternative Songs. Đây là bài hát bán chạy thứ 5 của năm 2017 tại Hoa Kỳ, bán được 1.598.000 bản.

## Biểu diễn trực tiếp
Buổi biểu diễn đầu tiên trên truyền hình của "Believer" vào ngày 22 tháng 3 năm 2017 trên đài ABC, trong khung chương trình trò chuyện đêm khuya Jimmy Kimmel Live!. Sau đó, nhóm nhạc biểu diễn bài hát tại chương trình Big Weekend của BBC Radio 1. "Believer" đã được biểu diễn một lần nữa trong chương trình giải vô địch bóng đá quốc gia Vòng loại trực tiếp giải bóng bầu dục đại học năm 2019 tại Hoa Kỳ.
Ca sĩ từng đoạt giải Grammy là Michelle Williams đã biểu diễn bài hát trong series The Masked Singer mùa hai của Mỹ.

## Danh sách
| Tải về kỹ thuật số | Tải về kỹ thuật số               | Tải về kỹ thuật số |
| STT                | Nhan đề                          | Thời lượng         |
| ------------------ | -------------------------------- | ------------------ |
| 1.                 | "Believer"                       | 3:24               |
| 2.                 | "Believer" (featuring Lil Wayne) | 3:41               |

| Tải về kỹ thuật số – Kaskade Remix | Tải về kỹ thuật số – Kaskade Remix | Tải về kỹ thuật số – Kaskade Remix |
| STT                                | Nhan đề                            | Thời lượng                         |
| ---------------------------------- | ---------------------------------- | ---------------------------------- |
| 1.                                 | "Believer" (Kaskade Remix)         | 3:10                               |

## Xếp hạng
| Chart (2017–2018)                                | Peak position |
| ------------------------------------------------ | ------------- |
| Úc (ARIA)                                        | 33            |
| Áo (Ö3 Austria Top 40)                           | 3             |
| Bỉ (Ultratop 50 Flanders)                        | 40            |
| Bỉ (Ultratop 50 Wallonia)                        | 20            |
| Canada (Canadian Hot 100)                        | 7             |
| Canada Rock (Billboard)                          | 1             |
| CIS (Tophit)                                     | 17            |
| Cộng hòa Séc (Rádio Top 100)                     | 3             |
| Cộng hòa Séc (Singles Digitál Top 100)           | 4             |
| France (SNEP)                                    | 7             |
| Đức (GfK)                                        | 23            |
| Hungary (Rádiós Top 40)                          | 27            |
| Hungary (Single Top 40)                          | 7             |
| Ireland (IRMA)                                   | 33            |
| Ý (FIMI)                                         | 5             |
| Italy (Musica e Dischi)                          | 5             |
| Mexico Airplay (Billboard)                       | 28            |
| Hà Lan (Dutch Top 40)                            | 35            |
| Hà Lan (Single Top 100)                          | 40            |
| New Zealand (Recorded Music NZ)                  | 21            |
| Na Uy (VG-lista)                                 | 13            |
| Philippines (Philippine Hot 100)                 | 89            |
| LỖI: PHẢI CUNG CẤP DATE CHO BẢNG XẾP HẠNG BA LAN | 5             |
| Bồ Đào Nha (AFP)                                 | 10            |
| Romania (Airplay 100)                            | 28            |
| Nga Airplay (Tophit)                             | 17            |
| Scotland (OCC)                                   | 19            |
| Slovakia (Rádio Top 100)                         | 43            |
| Slovakia (Singles Digitál Top 100)               | 6             |
| Tây Ban Nha (PROMUSICAE)                         | 39            |
| Thụy Điển (Sverigetopplistan)                    | 22            |
| Thụy Sĩ (Schweizer Hitparade)                    | 6             |
| Anh Quốc (OCC)                                   | 42            |
| Hoa Kỳ Billboard Hot 100                         | 4             |
| Hoa Kỳ Adult Contemporary (Billboard)            | 11            |
| Hoa Kỳ Adult Pop Airplay (Billboard)             | 1             |
| Hoa Kỳ Dance/Mix Show Airplay (Billboard)        | 10            |
| Hoa Kỳ Hot Rock Songs (Billboard)                | 1             |
| Hoa Kỳ Pop Airplay (Billboard)                   | 3             |
| Hoa Kỳ Rock Airplay (Billboard)                  | 1             |
| Chart (2021)                                     | Peak position |
| Thế giới Global 200 (Billboard)                  | 52            |
| India (IMI)                                      | 18            |

| Chart (2017)                                | Position |
| ------------------------------------------- | -------- |
| Australia (ARIA)                            | 72       |
| Austria (Ö3 Austria Top 40)                 | 8        |
| Belgium (Ultratop Flanders)                 | 71       |
| Belgium (Ultratop Wallonia)                 | 63       |
| Canada (Canadian Hot 100)                   | 12       |
| Denmark (Tracklisten)                       | 89       |
| France (SNEP)                               | 30       |
| Germany (Official German Charts)            | 37       |
| Hungary (Single Top 40)                     | 13       |
| Hungary (Stream Top 40)                     | 3        |
| Iceland (Plötutíðindi)                      | 15       |
| Italy (FIMI)                                | 10       |
| Netherlands (Single Top 100)                | 70       |
| New Zealand (Recorded Music NZ)             | 36       |
| Poland (ZPAV)                               | 63       |
| Portugal (AFP)                              | 9        |
| Romania (Airplay 100)                       | 95       |
| Russia (Tophit)                             | 61       |
| Sweden (Sverigetopplistan)                  | 47       |
| Switzerland (Schweizer Hitparade)           | 9        |
| UK Singles (OCC)                            | 97       |
| US Billboard Hot 100                        | 9        |
| US Adult Contemporary (Billboard)           | 33       |
| US Adult Top 40 (Billboard)                 | 3        |
| US Dance/Mix Show Airplay (Billboard)       | 37       |
| US Hot Rock & Alternative Songs (Billboard) | 1        |
| US Mainstream Top 40 (Billboard)            | 15       |
| US Rock Airplay (Billboard)                 | 1        |
| Chart (2018)                                | Position |
| Australia (ARIA)                            | 99       |
| CIS (Tophit)                                | 23       |
| France (SNEP)                               | 128      |
| Hungary (Single Top 40)                     | 34       |
| Portugal (AFP)                              | 84       |
| US Billboard Hot 100                        | 100      |
| US Adult Contemporary (Billboard)           | 22       |
| US Hot Rock & Alternative Songs (Billboard) | 3        |
| Chart (2019)                                | Position |
| Hungary (Single Top 40)                     | 97       |
| Portugal (AFP)                              | 121      |
| South Korea (Gaon)                          | 85       |
| US Rolling Stone Top 100                    | 82       |
| Chart (2021)                                | Position |
| France (SNEP)                               | 174      |
| Global 200 (Billboard)                      | 53       |
| Hungary (Single Top 40)                     | 89       |
| US Hot Rock & Alternative Songs (Billboard) | 81       |

| Chart (2010–2019)             | Position |
| ----------------------------- | -------- |
| US Hot Rock Songs (Billboard) | 1        |

## Chứng nhận và doanh số
| Quốc gia                                                    | Chứng nhận  | Số đơn vị/doanh số chứng nhận |
| ----------------------------------------------------------- | ----------- | ----------------------------- |
| Úc (ARIA)                                                   | 9× Platinum | 630.000‡                      |
| Áo (IFPI Áo)                                                | 3× Platinum | 90.000‡                       |
| Bỉ (BEA)                                                    | 2× Platinum | 80.000‡                       |
| Brasil (Pro-Música Brasil)                                  | Diamond     | 250.000‡                      |
| Canada (Music Canada)                                       | 7× Platinum | 560.000‡                      |
| Đan Mạch (IFPI Đan Mạch)                                    | 2× Platinum | 180.000‡                      |
| Pháp (SNEP)                                                 | Diamond     | 233.333‡                      |
| Đức (BVMI)                                                  | 2× Platinum | 600.000‡                      |
| Ý (FIMI)                                                    | 4× Platinum | 200.000‡                      |
| New Zealand (RMNZ)                                          | Platinum    | 30.000‡                       |
| Na Uy (IFPI)                                                | 3× Platinum | 180.000‡                      |
| Ba Lan (ZPAV)                                               | 2× Diamond  | 500.000‡                      |
| Bồ Đào Nha (AFP)                                            | 4× Platinum | 40.000‡                       |
| Tây Ban Nha (PROMUSICAE)                                    | Platinum    | 40.000‡                       |
| Thụy Điển (GLF)                                             | 2× Platinum | 40.000‡                       |
| Anh Quốc (BPI)                                              | 3× Platinum | 1.800.000‡                    |
| Hoa Kỳ (RIAA)                                               | Diamond     | 11,598,000                    |
| Tổng hợp                                                    |             |                               |
| Worldwide (IFPI)                                            | —           | 15,400,000                    |
| ‡ Chứng nhận dựa theo doanh số tiêu thụ và phát trực tuyến. |             |                               |

## Sử dụng phương tiện truyền thông
- Phiên bản nhạc nền của Believer được sử dụng trong bộ phim Mỹ The 15:17 to Paris của Clint Eastwood.[136]
- Bài hát đã được sử dụng trong một quảng cáo của Nintendo Switch, chiếu trong Super Bowl LI.[137]
- Bài hát xuất hiện trong đoạn giới thiệu của bộ phim Án mạng trên chuyến tàu tốc hành Phương Đông năm 2017. Việc sử dụng bài hát đã vấp phải nhiều phản ứng trái chiều.[138]
- Bài hát đã xuất hiện trên series Riverdale năm 2017.
- Bài hát đã xuất hiện trên series<i id="mwAX0">Lucifer</i> của Netflix trong cảnh mở đầu của mùa 05 tập 11, " Resting Devil Face ".
- Bài hát xuất hiện trong game Just Dance 2022.
- Bài hát xuất hiện trong một quảng cáo năm 2021 cho Samsung Galaxy Z Fold 3 và Z Flip 3.[139]
- Năm 2022, bài hát xuất hiện trong quảng cáo cho trò chơi điện tử thương hiệu WWE của 2K Sports mang tên WWE 2K22.